# 中华湍蛙
中华湍蛙（学名：Amolops sinensis），一种分布于中国南方地区的两栖动物，隶属于蛙科湍蛙属。模式产地为中国广东省英德市石门台国家级自然保护区。本种过去被鉴定记录为华南湍蛙（Amolops ricketti）。
其种加词“sinensis”意为“中华的”。

## 形态特征
中华湍蛙雄蛙体长40.2～46.5毫米，雌蛙体长47.7～52.7毫米。身体背面背面皮肤粗糙，呈橄榄棕色，具不规则浅黄色斑块；体侧瘰粒深色或灰白色；前肢背面具不规则深色斑块，小臂和后肢背面具明显深色横斑；身体腹面皮肤略皱，喉部和胸部为奶白色，腹部米黄色，具深灰色斑点状阴影；四肢腹面灰粉色。